# 韩欧自由贸易协定
《韩欧自由贸易协定》是韩国与欧盟签订的自由贸易协定。双方自2007年5月开始谈判，2009年10月15日签署了协议。 2011年2月17日，欧盟议会以465票赞成、128票反对、19票弃权通过了《韩欧自由贸易协定》。 同年5月4日，韩国国会以163票赞成，1票反对，5票弃权也通过该协定。
《韩欧自由贸易协定》是仅次于《北美自由贸易协定》的第二大自由贸易协定， 也是欧盟目前签署的最为广泛的贸易协定。